# メルヘン総長
メルヘン総長（めるへんそうちょう、2月7日 - ）は、日本のお笑いタレント・ミュージシャン。東京都出身。三木プロダクション所属のピン芸人。

## 来歴・人物
東京出身。大学卒業後、バンド活動等を経て、ワタナベコメディスクール（15期）に入学。2012年よりピン芸人として活動を開始。
2014年三木プロダクション所属。
2015年〜2019年日本テレビの夏の「超☆汐留パラダイス!」「絶対に笑ってはいけないバスツアー」刺客で出演。
2017年
横浜市港北公会堂・東横線沿いお笑いグランプリ「T(ツナコメ)1-G」で優勝。
2019年
茅ヶ崎市民会館ミニホール「第４回チガワン」優勝。
M-1グランプリ2019 大嶋の一番弟子とのユニット「クレバーボーイズ」２回戦進出。
2017年〜2021.2024.2025年　R-1ぐらんぷり2回戦進出。
2022年浜松漫才グランプリ2022 Jaaたけやとのユニット「MUNA☆SEA」決勝５位
M-1グランプリ2022　もりせいじゅとのユニット「プルプルポリポリアップルパイパイ」２回戦進出
2023年　東京演芸協会加入

## 芸風
アコーディオンを弾きながら「妖精のいたずら〜♪」と日常あるあるや時事を歌ったり、「メルヘンなぞなぞ」「メルヘンイントロ・クイズ」等と称して、子ども向けの問題にシュールな回答を用意するネタがある。また、童謡や歌謡曲の替え歌も多々ある。

## 出演

### テレビ
- ダウンタウンのガキの使いやあらへんで!（日本テレビ）- 2016年７〜８月「絶対に笑ってはいけないバスツアー」番宣
- ツギクル芸人グランプリ2019（フジテレビ）- 2019年7月24日「予選」
- デイリーニュース(湘南)（J:COMチャンネル）- 2019年10月24日「茅ヶ崎市とホノルル市・姉妹都市5周年記念お笑いライブ」[2]生放送
- マヂカルクリエイターズ2（テレビ東京）- 2022年1月25日「占い界のニュースターを発掘したいよ～」[3]

### ラジオ
- 決戦！お笑い有楽城（ニッポン放送）- 2016年10月22日
- あぁ〜しらきのお笑い給湯室（東京ネットラジオ）- 2018年11月第110回
- ジャンワラ[4]（FMしながわ）- 2023年5月27日

### 新聞
- 今週の東西ご推笑（夕刊フジ）- 2019年12月６日（金）号紹介

## 音楽活動
2002年〜2009年頃コミックバンド「バンバンG」（リーダーは笑パーティーのばんきんや） にキーボード「セニョール・マキート」として参加。「ハロー!モーニング。」や「はなまるマーケット」等出演。
その他「ジャイアント吉田＆バンバンG」に参加。和風テクノバンド金色に参加、「うたばん」等に出演。後にメルヘンバンドBLACK RIBONSで活動、「銭形金太郎」「テレ遊びパフォー!」等に出演。
・ドドんの「BONNOU～煩悩」の編曲を担当。（2015年9月10日配信）
・アイドルグループ、The High Rollerのシングル「POKER♡GIRL」の編曲を担当。（2017年3月発売）
・アイドルグループ、The High Rollerのメジャーデビューシングル「ハタチアマリヒトツ」収録「お願いアシュリー」作編曲担当。（2021年11月16日発売）